# Frauen am Scheidewege
Frauen am Scheideweg (Imitation of Life) ist ein US-amerikanischer Spielfilm aus dem Jahr 1934 über Rassenvorurteile und Geschlechterrollen. Die Hauptrollen spielen Claudette Colbert und Louise Beavers unter der Regie von John M. Stahl. Das Drehbuch basiert auf dem gleichnamigen Roman von Fannie Hurst. Time wählte den Film zu einem der 25 wichtigsten Filmen über das Zusammenleben von Menschen unterschiedlicher Hautfarbe. 1959 drehte Douglas Sirk eine gleichnamige Neuverfilmung.

## Handlung
Als ihr Ehemann stirbt, führt Beatrice Pullman das Geschäft ihres Mannes, den Verkauf von Ahornsirup, weiter. Eines Tages versucht sie ihre zweijährige Tochter Jessie anzukleiden und gleichzeitig Frühstück zu machen, wobei Jessie in die Badewanne fällt und die Milch anbrennt. Da steht die Afroamerikanerin Delilah Johnson vor ihrer Tür, die eine Anstellung als Dienstmädchen sucht. Sie überzeugt Beatrice, Delilah und ihre hellhäutige Tochter Peola bei sich aufzunehmen, denn es sei schwierig eine Anstellung zu finden, bei der sie nicht von ihrer Tochter getrennt werde. Gegen Kost und Logis kümmert sich Delilah um die beiden Kinder und den Haushalt, während Beatrice den Lebensunterhalt der vier verdient. Nachdem Beatrice Delilahs Pfannkuchen probiert, die nach einem alten Familienrezept gemacht werden, gründet sie kurzentschlossen ein Pfannkuchenhaus. Das Unternehmen erweist sich als Erfolg. Ein Kunde namens Elmer Smith bringt sie auf die Idee, die Rezeptur als Backmehlmischung zu verkaufen; Beatrice stellt ihn daraufhin als Manager ein. Das Unternehmen wird zu einer Goldgrube, die Millionen einbringt. Beatrice möchte Delilah einen Firmenanteil von 20 Prozent überschreiben, doch Delilah lehnt ab; sie wolle sich weiter um den Haushalt und die Kinder kümmern. Beatrice antwortet, dann werde sie Delilahs Anteil bei der Bank für sie anlegen.
Auf einer Party zum zehnten Jubiläum der Firmengründung lernt Beatrice den Wissenschaftler Stephen Archer kennen, ein Freund von Elmer. Beatrice und Stephen verlieben sich ineinander, doch sie wollen mit einer Hochzeit warten, bis Jessie von ihrer Collegereise heimkehrt und Stephen kennengelernt hat. Zur gleichen Zeit ist Peola weggelaufen. Schon seit ihrer Schulzeit fühlt sich Peola wegen ihrer Herkunft von der Gesellschaft ausgeschlossen, da sie einerseits mit ihrer hellen Hautfarbe oft als Weiße gilt, auf der anderen Seite aber durch ihre dunkelhäutige Mutter immer wieder als Schwarze identifiziert wird – daher versucht sie sich von ihrer Mutter zu distanzieren. Delilah will sie in Virginia mit der Hilfe von Beatrice suchen. Beatrice beauftragt Stephen, während ihrer Abwesenheit nach ihrer Tochter zu schauen. Nach ein paar Tagen Suche in Virginia findet Delilah Peola, die als Kellnerin in einem Restaurant arbeitet, das für Schwarze verboten ist. Peola leugnet, Delilah zu kennen, und läuft aus dem Restaurant. Sie kehrt zurück, verleugnet aber immer noch ihre Mutter, um ein eigenes Leben zu führen.
Zur gleichen Zeit hat sich Jessie in Stephen verliebt, der sie aber als Kind ansieht. Peolas Rückkehr und ihr Verhalten ist zu viel für Delilah, die schwer erkrankt. An ihrem Sterbebett bittet sie Beatrice, sich um Peola zu kümmern, sollte diese jemals zurückkehren. Peola besucht Delilahs Begräbnis und hat wegen des Todes ihrer Mutter und ihrer Verleugnung mit sich zu kämpfen. Beatrice nimmt sie bei sich auf. Bald darauf willigt Peola ein, wieder auf das College zu gehen. Beatrice erkennt den Gemütszustand ihrer Tochter, die immer noch in Stephen verliebt ist. Stephen drängt Beatrice, ihn bald zu heiraten, doch Beatrice bittet Stephen auf seine Inseln zurückzukehren. Sie werde zu ihm kommen, sobald Jessies Gefühle sich verändert haben. Beide versichern sich ihre Liebe und Stephen reist ab. In der letzten Einstellung erinnern sich Beatrice und Jessie an den Tag, als Delilah das erste Mal ins Haus kam.

## Verhältnis zur literarischen Vorlage
Während einer Reise mit ihrer Bekannten, der afroamerikanischen Schriftstellerin Zora Neale Hurston, erlebte Fannie Hurst aus erster Hand, wie tief verwurzelt der Rassismus in Amerika zu der Zeit war. Ihr daraus resultierendes Buch Imitation of Life wurde im Frühjahr 1933 veröffentlicht und schaffte es bis Ende des Jahres auf Platz 9 der Liste der meistverkauften Bücher in der New York Times. Das Drehbuch bleibt eng an der literarischen Vorlage von Hurst über die beiden Witwen Bea Pullman und Delilah Johnson, einer gesellschaftskritischen Analyse über Rassenvorurteile und weibliche Geschlechterrollen im Amerika der 1910er Jahre. Verändert wurde allerdings das Ende: Während Peola im Buch einen weißen Mann heiratet und nach Bolivien zieht, kehrt sie in der Verfilmung reuevoll zurück.
Neben der Erzählung über die Freundschaft von zwei ungleichen Frauen, die gemeinsam ein erfolgreiches Unternehmen gründen, handelt der Film vor allem von dem Konflikt zwischen Delilah und ihrer hellhäutigen Tochter Peola. Um ihr Passing in der weißen Gesellschaft nicht zu gefährden, verleugnet sie ihre Mutter und bricht ihr damit das Herz. Der Film stellt damit die Frage nach den Opfern, die Schwarze bringen mussten, um in einer Zweiklassengesellschaft zu überleben.
Jeff Stafford schrieb über den Film:

“[The film] is actually more faithful to the Fannie Hurst novel and in many ways presents a much more socially progressive viewpoint than the Sirk version. For one thing, Stahl's version was ahead of its time in presenting single women as successful entrepreneurs in a business traditionally run by men. Even more significant was its subplot which addressed sensitive racial issues (light-skinned vs. dark-skinned blacks) that were rarely acknowledged in Hollywood films.”

„[Der Film] ist näher an Fannie Hursts Roman und präsentiert einen sozial sehr viel progressiveren Standpunkt als Sirks Version. Zum einen ist Stahls Film seiner Zeit voraus, indem er unverheiratete Frauen als erfolgreiche Unternehmerinnen in einem traditionell männlichen Geschäftsfeld zeigt. Noch bedeutender war sein Subplot, der sensible Rasseproblematiken (hellhäutige vs. dunkelhäutige Schwarze) anspricht, die nur selten in Hollywoodfilmen Erwähnung fanden.“

## Hintergrund
Das Verhältnis zwischen den verschiedenen Ethnien wird in dem Film mit einer gewissen Hoffnung für die Zukunft und auf Veränderungen dargestellt. Nach Georg Seeßlen ist der Film

„ein Reflex auf die liberale Zeitstimmung des New Deal. Die Geschichte [...] steuert auf die Idealisierung einer Harmonie zwischen den Rassen zu, die auf Einsicht und menschlichem Verständnis beruht. [...] Das freiwillige Zusammenstehen der beiden Mütter verweist auf die typische New-Deal-Ideologie, wie sie in vielen Filmen der Zeit (z. B. in den Komödien von Frank Capra) zwischen Arm und Reich und zwischen Männern und Frauen propagiert wurde.“

Gleichzeitig zeige der Film auch den

„Übergang einer weiteren stereotypen Figur, der schwarzen Mammy, von einer eher komischen Charakterisierung zu einer menschlichen Dimension. Die schwarze Mammy wird hier zu einer Art Muttergestalt, deren Verständnis von der weißen Frau niemals aufgebracht werden könnte.“

In Österreich kam der Film unter dem Titel Frauen am Scheidewege in den Verleih.

## Kritik
Andre Sennwald von der New York Times bezeichnete den Film 1934 als gediegene und nüchterne Chronik, die über zwei Stunden ihren ernsthaften Weg durchhalte. Trotz der aufrichtigen Regie könne Stahl weder die Seichtheit, die Gefühlsplattitüden noch das schnell durchgewunkene Drehbuch verdecken. Claudette Colbert spiele ihre Hauptrolle mit bekanntem Charme und Intelligenz, unterstützt vom soliden Spiel Louise Beavers’ und Warren Williams.
Variety beschrieb den Film 1934 als stark mit unüblicher Geschichte. Die Regie sei gut, sie habe die literarische Vorlage gut unter Kontrolle. Stahl halte das Interesse hoch, auch wenn der Film manchmal ein wenig zu langsam sei. Besonders hervorzuheben sei das Spiel von Louise Beavers, die die gesamte Skala menschlicher Emotionen von Freude bis Seelenqual abbilde, ohne dabei unglaubwürdig zu erscheinen.

## Auszeichnungen
Der Film ging mit drei Nominierungen in die Oscarverleihung 1935, gewann jedoch keinen der Preise:
- Bester Film
- Bester Ton – Theodore Soderberg
- Beste Regieassistenz – Scott R. Beal

2005 wurde Frauen am Scheidewege in das National Film Registry aufgenommen.